# Gergely Kiss
Gergely ("Gergő") Kiss (Boedapest, 21 september 1977) is een Hongaars waterpolospeler. Hij wordt beschouwd als een van de beste linkshandige spelers op de wereld.
Gergely Kiss nam als waterpoloër driemaal deel aan de Olympische Spelen in 2000, 2004 en 2008. Hij veroverde drie keer een gouden medaille.
In de competitie kwam Kiss uit voor Domino-BHSE club en Primorac Kotor. Hij is getrouwd met Anna Valkai en heeft twee dochters.
Tibor Benedek · 
Péter Biros · 
Rajmund Fodor · 
Tamás Kásás · 
Gergely Kiss · 
Zoltán Kósz · 
Tamás Märcz · 
Tamás Molnár · 
Barnabás Steinmetz · 
Zoltán Szécsi · 
Bulcsú Székely · 
Zsolt Varga · 
Attila Vári
Tibor Benedek · 
Péter Biros · 
Rajmund Fodor · 
István Gergely · 
Tamás Kásás · 
Gergely Kiss · 
Norbert Madaras · 
Tamás Molnár · 
Ádám Steinmetz · 
Barnabás Steinmetz · 
Zoltán Szécsi · 
Tamás Varga · 
Attila Vári
Tibor Benedek · 
Péter Biros · 
István Gergely · 
Norbert Hosnyánszky · 
Tamás Kásás · 
Gábor Kis · 
Gergely Kiss · 
Norbert Madaras · 
Tamás Molnár · 
Zoltán Szécsi · 
Dániel Varga · 
Dénes Varga · 
Tamás Varga